# Lluita als Jocs Olímpics d'estiu de 1912 - lluita grecoromana masculina pes pesant
La prova del pes pesant de lluita grecoromana fou una de les cinc de lluita grecoromana que es disputaren als Jocs Olímpics d'Estocolm de 1912. Com la resta de proves de lluita sols hi podien participar homes. Hi van prendre part 17 participants, en representació de 9 països. La competició es va disputar del 7 al 14 de juliol de 1912.
La competició emprà un sistema de doble eliminació. En lloc d'emprar el sistema habitual d'eliminació en quadres a cada lluitador se li assigna un número. Cada lluitador s'enfronta contra el lluitador amb el següent número, amb la condició que no s'hi hagi enfrontat abans i que no sigui de la mateixa nacionalitat, excepte si això és necessari per evitar que algú lliuri. Quan un lluitador té dues derrotes queda eliminat, i quan sols en queden tres, els medallistes, es passa a una última ronda especial per determinar l'ordre de les medalles.

## Medallistes
| Or                 | Plata            | Bronze                     |
| Yrjö Saarela (FIN) | Johan Olin (FIN) | Søren Marinus Jensen (DEN) |

## Resultats

### Primera ronda
17 lluitadors comencen la competició.
| Perduts | Vencedor                | Perdedor                | Derrotes |
| ------- | ----------------------- | ----------------------- | -------- |
| 0       | Yrjö Saarela (FIN)      | David Karlsson (SWE)    | 1        |
| 0       | Kalle Viljamaa (FIN)    | Jean Hauptmanns (GER)   | 1        |
| 0       | Johan Olin (FIN)        | Raoul Paoli (FRA)       | 1        |
| 0       | Gustaf Lindstrand (SWE) | Laurent Gerstmans (BEL) | 1        |
| 0       | Barend Bonneveld (NED)  | Emil Backenius (FIN)    | 1        |
| 0       | Jakob Neser (GER)       | Nikolajs Fārnasts (RUS) | 1        |
| 0       | Søren Jensen (DEN)      | Edward Barrett (GBR)    | 1        |
| 0       | Adolf Lindfors (FIN)    | Alrik Sandberg (SWE)    | 1        |
| 0       | Gustaf Pelander (FIN)   | Lliura                  | —        |

### Segona ronda
17 lluitadors comencen la segona ronda, 9 que no han perdut cap combat i 8 amb un combat perdut. Pelander, que havia lliurat en la primera ronda, lluita dues vegades en aquesta.
6 lluitadors foren eliminats, el màxim possible, ja que tres dels nou combats foren entre lluitadors imbatuts. 2 lluitadors van sobreviure a l'eliminació eliminant al seu rival. 3 lluitadors van perdre el seu primer combat, mentre 6 van continuar imbatuts.
| Perduts | Vencedor              | Perdedor                | Derrotes |
| ------- | --------------------- | ----------------------- | -------- |
| 0       | Gustaf Pelander (FIN) | David Karlsson (SWE)    | 2        |
| 0       | Yrjö Saarela (FIN)    | Jean Hauptmanns (GER)   | 2        |
| 0       | Kalle Viljaama (FIN)  | Raoul Paoli (FRA)       | 2        |
| 0       | Johan Olin (FIN)      | Gustaf Lindstrand (SWE) | 1        |
| 1       | Emil Backenius (FIN)  | Laurent Gerstmans (BEL) | 2        |
| 0       | Jakob Neser (GER)     | Barend Bonneveld (NED)  | 1        |
| 1       | Edward Barrett (GBR)  | Nikolajs Farnest (RUS)  | 2        |
| 0       | Søren Jensen (DEN)    | Adolf Lindfors (FIN)    | 1        |
| 0       | Gustaf Pelander (FIN) | Alrik Sandberg (SWE)    | 2        |

### Tercera ronda
11 lluitadors prenen part en la tercera ronda: 6 que no han perdut cap combat i 5 amb un de perdut.
3 lluitadors foren eliminats, el màxim possible tenint en compte que 2 dels enfrontaments eren entre dos lluitadors imbatuts. 2 lluitadors van sobreviure a una potencial elimació, 1 perquè eliminà a un altre lluitador i un altre perquè lliurà. 2 lluitadors van perdre el seu primer combat, mentre 4 continuen imbatuts.
| Perduts | Vencedor             | Perdedor                | Derrotes |
| ------- | -------------------- | ----------------------- | -------- |
| 0       | Yrjö Saarela (FIN)   | Gustaf Lindstrand (SWE) | 2        |
| 0       | Kalle Viljaama (FIN) | Barend Bonneveld (NED)  | 2        |
| 0       | Johan Olin (FIN)     | Jakob Neser (GER)       | 1        |
| 1       | Emil Backenius (FIN) | Edward Barrett (GBR)    | 2        |
| 0       | Søren Jensen (DEN)   | Gustaf Pelander (FIN)   | 1        |
| 1       | Adolf Lindfors (FIN) | Lliura                  | —        |

### Quarta ronda
8 lluitadors iniciaren la quarta ronda, 4 sense cap derrota i 4 amb una derrota.
Els combats foren entre lluitadors que tenien una derrota i lluitadors que no en tenien cap. Això va fer que fossin dos els lluitadors eliminats, dos que quedessin a punt de ser eliminats i dos sense cap derrota.
| Perduts | Vencedor             | Perdedor              | Derrotes |
| ------- | -------------------- | --------------------- | -------- |
| 1       | Jakob Neser (GER)    | Adolf Lindfors (FIN)  | 2        |
| 0       | Yrjö Saarela (FIN)   | Søren Jensen (DEN)    | 1        |
| 0       | Kalle Viljaama (FIN) | Johan Olin (FIN)      | 1        |
| 1       | Emil Backenius (FIN) | Gustaf Pelander (FIN) | 2        |

### Cinquena ronda
6 lluitadors iniciaren la cinquena ronda, 2 sense cap derrota i 4 amb una.
En el que podria haver estat l'última ronda eliminatòria, els dos lluitadors invictes es van enfrontar a un lluitador amb una derrota. Olin va evitar l'eliminació en derrotar per primera vegada a Saarela; i Neser va fer el mateix en superar a Viljaama. Aquests quatre lluitadors van passar a la sisena ronda juntament amb Jensen, que va eliminar a Backenius.
| Perduts | Vencedor           | Perdedor             | Derrotes |
| ------- | ------------------ | -------------------- | -------- |
| 1       | Johan Olin (FIN)   | Yrjö Saarela (FIN)   | 1        |
| 1       | Jakob Neser (GER)  | Kalle Viljaama (FIN) | 1        |
| 1       | Søren Jensen (DEN) | Emil Backenius (FIN) | 2        |

### Sisena ronda
5 lluitadors inicien la sisena ronda, tots amb una derrota.
Amb sols cinc lluitadors, tots amb una derrota, la sisena ronda hauria consistit en dos enfrontament en què el perdedor hauria quedat eliminat. Amb tot, Viljaama es va retirar després d'haver patit la seva primera derrota. Això va fer que sols hi hagués un enfrontament, mentre Olin i Jensen lliuraven. Neser va perdre contra Saarela i quedà eliminat.
| Perduts | Vencedor           | Perdedor          | Derrotes |
| ------- | ------------------ | ----------------- | -------- |
| 1       | Yrjö Saarela (FIN) | Jakob Neser (GER) | 2        |
| 1       | Johan Olin (FIN)   | Lliura            | —        |
| 1       | Søren Jensen (DEN) | Lliura            | —        |

### Ronda final
Amb sols tres lluitadors, tots els resultats previs s'ignoren en la ronda final.
| Combat |      | Vencedor           | Perdedor           |        |
| ------ | ---- | ------------------ | ------------------ | ------ |
| A      | al C | Yrjö Saarela (FIN) | Søren Jensen (DEN) | al B   |
| B      | al C | Johan Olin (FIN)   | Søren Jensen (DEN) | Bronze |
| C      | Or   | Yrjö Saarela (FIN) | Johan Olin (FIN)   | Plata  |